# Rubaya (Sektor)
Rubaya ist einer von 21 Sektoren im Distrikt Gicumbi in der Nordprovinz von Ruanda.

## Geographie
Rubaya hat eine Fläche von 16,9 km² und liegt auf einer Höhe von etwa 1870 m. Der Sektor unterteilt sich in die fünf Zellen Gihanga, Gishambashayo, Gishari, Muguramo und Nyamiyaga und umfasst 18 Dörfer. Nachbarsektoren sind im Osten Cyumba und im Westen Bungwe. Im Norden liegt Rubaya an der Grenze zu Uganda.

## Bevölkerung
Nach der Volkszählung von 2022 betrug die Einwohnerzahl 12.044 Einwohner. Zehn Jahre zuvor waren es 10.509, was einem jährlichen Bevölkerungszuwachs von 1,4 Prozent zwischen 2012 und 2022 entspricht.

## Verkehr
Durch den Sektor verläuft eine District Road, die jedoch Stand 2022 nicht asphaltiert ist.